# El Chañar
El Chañar is een plaats in het Argentijnse bestuurlijke gebied Burruyacú (departement) in de provincie Tucumán. De plaats telt 6.460 inwoners.